# ليمينغز
ليمينغز (بالإنجليزية: LEMMINGS)‏ هي لعبة من ألعاب الكومبيوتر المميزة جداً. بدايات إصداراتها سنة 1991م، ترتكز هذه اللعبة على التخطيط والتكتيك في روح الجماعة.

## مبدأ اللعبة
عبارة عن فريق (جيش من اللاموس وهو نوع من القوارض) تسير ضمن مناطق متنوعة لكل لاموس قدرات، كحفر أنفاق أو بناء جسور، الغاية من ذلك تأمين طريق ميسّر لباقي الفريق يستطيع من خلاله المشي عليه سالماً لكي يصل إلى خط النهاية.

## وصلات خارجية
- ليمينغز على موقع IMDb (الإنجليزية)

- Lemmings على موبي غيمز